# Forcados
El port de Forcados és una població de Nigèria, a l'estat del Delta, situat prop de la costa en la sortida a la mar del riu Forcados.
En els anys primers del segle xx, Forçados, un port situat a la desembocadura del riu en una illa de les que forma el delta, era destinació per vapors d'Anglaterra fins al punt del riu amunt en què no es podia seguir, però la progressiva acumulació de llim va fer impossible utilitzar-lo i es va tancar el 1939. El 1961 els vaixells de fins a 7 metres van poder a començar l'entrada del riu Escravos, uns quilòmetres al nord, eixamplada encara en els anys immediats següents. A la rodalia de Burutu a 8 km a l'est de Forcados, es va descobrir petroli el 1964 i el 1965 el port de Forcados, que no s'utilitzava més que per pesca, fou recuperat i el petroli fou exportat per un punt de càrrega en la mar després de 1965 i el 1971 s'hi van establir uns grans depòsits terminals de petroli connectats per un oleoducte als camps petrolífers.